# Капельный анализ
Капельный анализ — метод качественного или полуколичественного химического анализа, характеризуемый тем, что исследуемый раствор и реагенты берут в количестве нескольких капель. Предельно малым объёмом капли считается 0,001 мл. Обнаружение ионов или веществ выполняют на фильтровальной бумаге или капельной пластинке, реже в микропробирке. Анализ применяется для контроля чистоты различных веществ, быстрого ориентировочного анализа руд и минералов в полевых условиях, а также при исследовательских работах.
Капельный анализ был предложен советским химиком Николаем Тананаевым в 1920 году.